# Big Flats (pueblo)
Big Flats es un pueblo ubicado en el condado de Chemung en el estado estadounidense de Nueva York. En el año 2000 tenía una población de 7.224 habitantes y una densidad poblacional de 62.7 personas por km².

## Geografía
Big Flats se encuentra ubicado en las coordenadas 42°8′37″N 76°55′57″O / 42.14361, -76.93250.

## Demografía
Según la Oficina del Censo en 2000 los ingresos medios por hogar en la localidad eran de $53,435, y los ingresos medios por familia eran $59,500. Los hombres tenían unos ingresos medios de $42,317 frente a los $28,327 para las mujeres. La renta per cápita para la localidad era de $23,391. Alrededor del 2.6% de la población estaban por debajo del umbral de pobreza.